# 윤대만
윤대만(尹大滿, 1991년 ~)은 대한민국의 무속인이자 국악인이다. 서울시무형문화재 제41호 송서율창 이수자이자 국가중요무형문화재 57호 경기민요 전수자이다. 신록당 당주

## 방송
- 가요무대 (2016)
- 내일은 미스터트롯 (2020) - Top101
- 풍류대장 - 힙한 소리꾼들의 전쟁 (2021) - Top23(17위)

## 음반
- 풍류대장 - 힙한 소리꾼들의 전쟁 Episode.1 (2021)
- 풍류대장 - 힙한 소리꾼들의 전쟁 Episode.7 (2021)

## 공연
- 별난소리판 (2017)
- 가객 (2018)
- 대마니요 (2018)
- ‘풍류대장’ 전국투어 콘서트 - 서울 (2021)
- ‘풍류대장’ 전국투어 콘서트 - 광주 (2022)

## 수상
- 제13회 자랑스런 한국인 대상 전통예술부문 (2022)
- 제4회 글 읽는 나라 문화제전 명인부 차상 (2019)
- 제24회 경기국악제 일반부 금상 (2018)
- 제15회 구리 전국경서도 민요경창대회 명창부 금상 (2017)
- 제13회 복사골 국악대제전 전국 국악경연대회 민요 명인부 최우수상 (2014)